# Рош хашана
Рош Хашана (хебр. ראֹשׁ הַשָּׁנָה) је јеврејска Нова година и на хебрејском језику овај израз дословно значи „глава године”. Овај празник се у традиционалном јеврејству слави првог и другог тишрија (септембра — октобар). У Библији је овај дан означен као дан окупљања и дувања у трубе (Лев 23, 24), а слављење овог празника као почетка Нове године има своје порекло у Талмуду јер је тамо овај дан сматран за празник рађања света. За разлику од обичаја других народа, код Јевреја се овај празник светкује озбиљно, уз присећање на грехе и покајање. Дува се у шофар чији звуци, који подсећају на плач, треба да позову на покајање. Традиционално јеврејство зна за обичај да се током првог преподнева овог празника, одлази на неку реку где има рибе. Говоре се молитве, а у воду се бацају мрве хлеба што симболише одбацивање греха (в.). Овим празником почиње период који се назива „десет дана кајања” и који се завршава празником Јом кипур.
Такође је обичај да се на дан Рош Хашане служе јабуке са медом које симболизују слатку нову годину. Овај обичај је уведен у традицију у касном средњем веку од стране Ашкеназа а данас је општеприхваћен. Служе се и разноврсна јела у зависности од локалних обичаја. То може бити кувани језик или било који део са главе животиње или рибе, што означава „главу” односно почетак године. Присутни су и пасуљ, спанаћ, тикве и празилук који се помињу у Талмуду. Важно је и поменути традиционални јеврејску кружни хлеб који симболизује циклус од једне године. Друге вечери славља се служи свеже воће као гаранција за добијање благослова.